# Lenguas hlai
Las lenguas hlai (en chino simplificado, 黎语; pinyin, Lí yǔ) son una rama primaria de las lenguas kra-dai habladas en las montañas del centro y de la isla de Hainan en China. Estas lenguas incluyen el cun, cuyos hablantes son étnicamente distintos. Una cuarta parte de los hablantes de lenguas hlai son monolingües. Ninguna de las lenguas hlai tuvo un sistema de escritura establecido hasta la década de 1950, cuando se adoptó para su escritura el alfabeto latino para el idioma Ha. Existen unos 750 000 hablantes de lenguas hlai, la mayor parte de los hablantes de lenguas hlai son étnicamente li.

## Clasificación interna
Norquest (2007) clasifica las lenguas hlai como sigue. Las lenguas individuales se realzan en negrita.
- Proto-Hlai
  - Bouhin (Heitu 黑土) – 73 000
  - Gran Hlai
    - Ha Em 哈 (Zhongsha 中沙) – 193 000, the basis of the literary language
    - Hlai central
      - Hlai centroriental – 344 000
        - Lauhut (Baoding 保定) – 166 000
        - Qi 杞  Gei – 178 000
          - Tongzha (Tongshi 通什) – 125 000
          - Zandui (Qiandui 堑对) – 29 000
          - Baoting 保亭 – 24 000

      - Hlai norcentral – 136 500
        - Hlai central noroccidental – 62 500
          - Cun (Ngan Fon, Gelong 仡隆) – 60 000
          - Nadou (Dongfang 东方) – 2500

        - Hlai central nororiental – 74 000
          - Meifu 美孚 (Moifau) – 30 000
            - Changjiang 昌江
            - Moyfaw (Xifang 西方)

          - Run  (Zwn) Bendi – 44 000
            - Baisha 白沙 – 36 000
            - Yuanmen 元门 – 8000

El dialecto fuma 府玛 se habla en una aldea al norte de Changcheng 昌城 en Hainan. Tenía unos 800 hablantes en 1994. Respecto al jiamao 加茂 (52 000), aunque sus hablantes son étnicamente hlai, no es una lengua hlai language, y actualmente es una lengua no clasificada.